# 斯維紐哈河

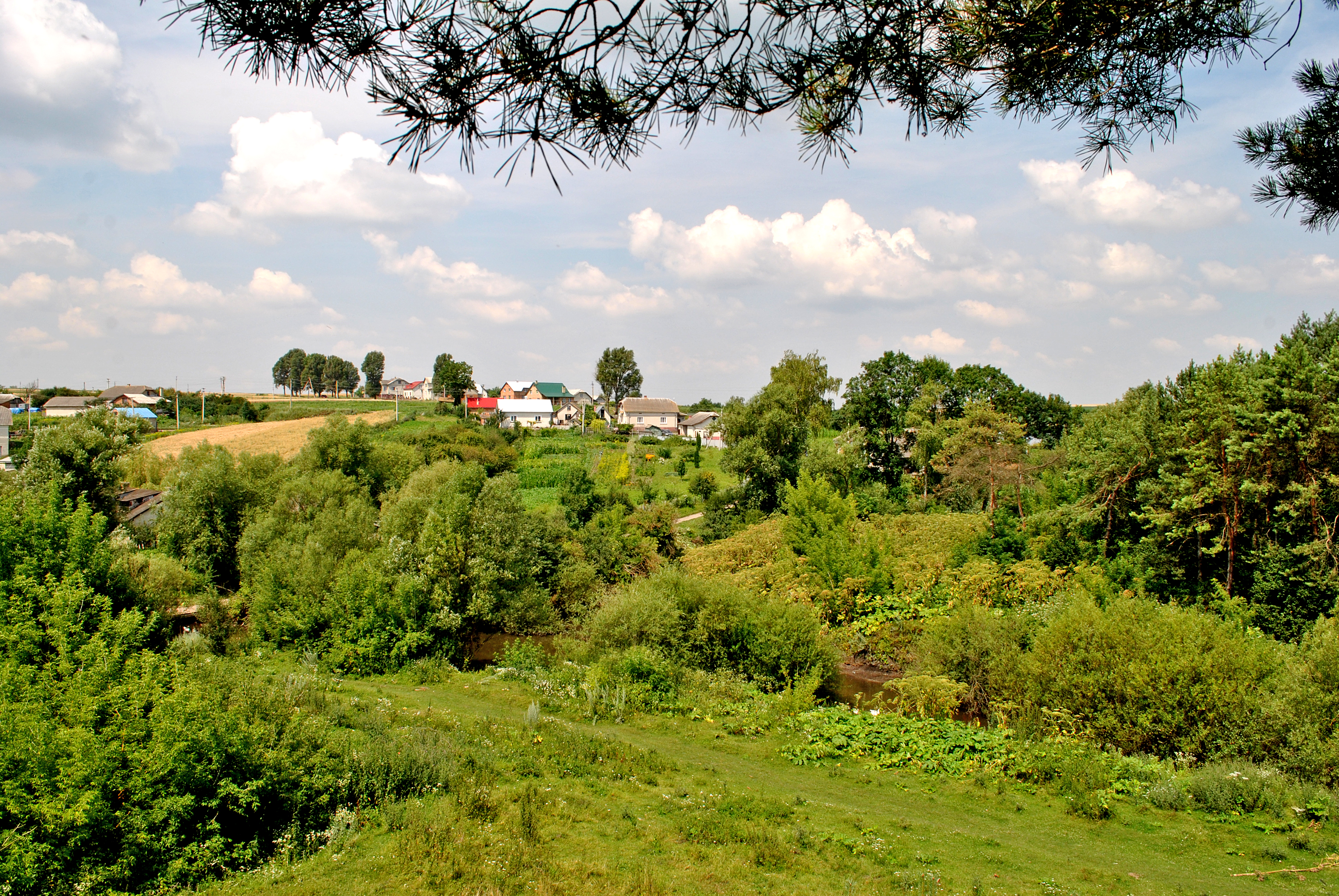

斯維紐哈河（烏克蘭語：Свинюха），是烏克蘭的河流，位於該國西部捷爾諾波爾州，屬於尼什拉河的右支流，發源自巴加特基夫齊西北面，流經捷尔诺波尔区，河道全長10公里。